# Chahar bagh

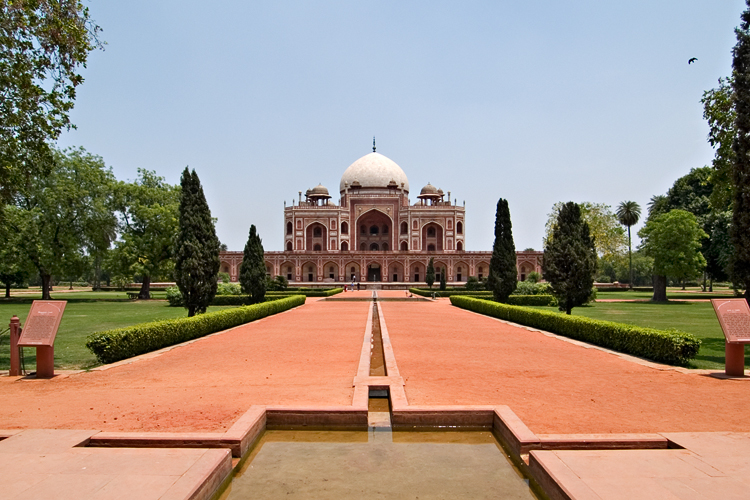
Quattro canali descrivono gli assi principali dei Giardini a čahār bāgh della Tomba di Humāyūn, a Delhi.

Il Chahar bagh (in persiano چهارباغ‎, Čahār bāgh) è un tipo di disposizione dei giardini persiani. 
Secondo tale disposizione, il giardino - quadrilatero - è diviso in quattro parti da camminamenti pedonali o corsi d'acqua. In persiano, "čahār" significa infatti 'quattro' e "bāgh" significa 'giardino'. Il Chaharbagh-e 'Abbasi di Esfahan (nell'attuale Iran), costruito per volere di ʿAbbās I il Grande nel 1596, e i giardini del Tāj Maḥal ad Agra, India, sono certamente i più celebri esempi di giardino con queste caratteristiche. All'interno del Čahār bāgh del Tāj Maḥal, inoltre, ogni quarto è a sua volta ripartito in sedici aiuole fiorite.
La disposizione a Čahār bāgh ebbe origine all'epoca della Persia achemenide: già diversi storici greci, tra cui Erodoto e Senofonte, fornirono dettagliati resoconti riguardanti la città-palazzo di Pasargade e i suoi quattro giardini.
In India, il concetto di Čahār bāgh si sviluppò nel tema del mausoleo imperiale, come è possibile osservare su scala monumentale per la Tomba di Humāyūn a Delhi, sebbene la tradizione del giardino del paradiso fosse stata introdotta già dai Rajput: un simile esempio può essere riscontrato presso la tomba di Bābur, il Bāgh-e Bābur, a Kabul. Tale tradizione diede origine al disegno dei giardini moghul e raggiunse certamente la propria vetta all'interno del Tāj Maḥal, edificio voluto dall'imperatore Shāh Jahān come tomba per la moglie favorita Mumtāz Maḥal. Qui, a differenza della maggior parte di simili edifici funerari, il mausoleo non è ubicato al centro del giardino, ma alla sua estremità settentrionale. Il giardino accoglie inoltre alberi di cipresso italiani (Cupressus sempervirens), simbolo della morte, mentre gli alberi da frutto simboleggiavano la vita. Numerosa è anche la presenza di uccelli, divenuta oramai uno dei tratti distintivi del giardino.
Un giardino a chahar bagh è presente anche in Europa, sul tetto dell'Ismaili Centre di South Kensington a Londra. 
La Delegation of the Ismaili Imamat, di stanza nel Sussex Drive di Ottawa, in Ontario, presenta un giardino a chahar bagh all'interno di un contesto assolutamente moderno. La forma e la dimensione del giardino sono basate su quelle del Patio dei Leoni dell'Alhambra, a Granada.